# W86 (核弾頭)
W86は、アメリカ合衆国が開発していた核弾頭。アメリカ陸軍のMGM-31 パーシング II弾道ミサイル搭載の地中貫通弾頭として開発されていたものであり、1980年9月に開発中止となった。

## 概要
MGM-31 パーシング II ミサイルは、1973年より開発が開始されており、それに搭載する核弾頭として軟目標攻撃用のW85と硬化目標攻撃用のW86が検討された。W85と異なり、遅延信管を用いる予定であった。しかし、MGM-31 パーシング II ミサイルは、SS-20 ミサイルに対抗するため、当初計画より射程延長の必要性が認められ、飛距離を延ばす改設計が行われた。それに伴い硬化目標攻撃任務から外されることとなった。これによりW86も開発が中止され、MGM-31 パーシング IIにはW85核弾頭のみが搭載されることとなった。なお、W86はW85と同じくB61核爆弾の派生型であった。